# Sídelní kaše

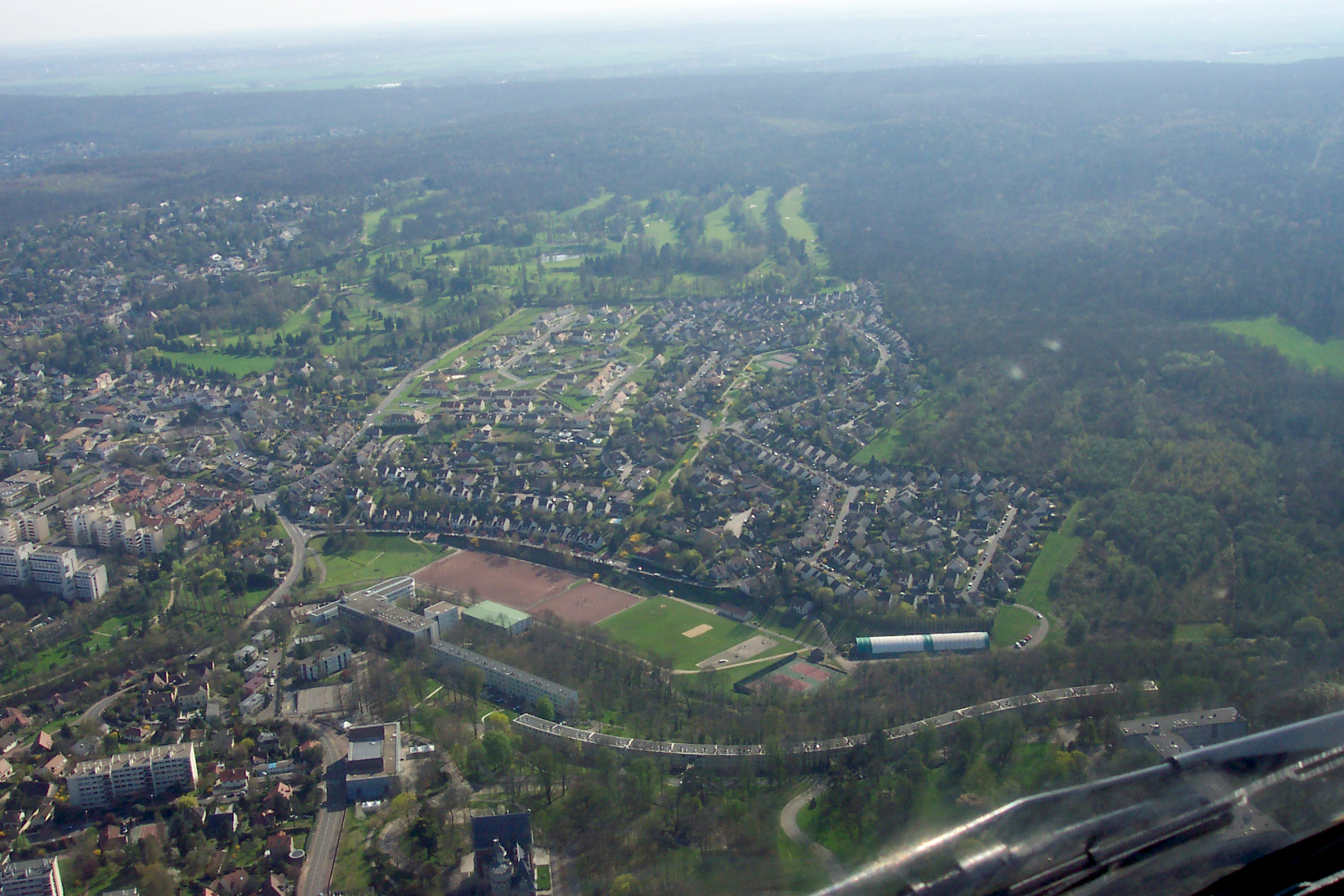
Předměstí Paříže

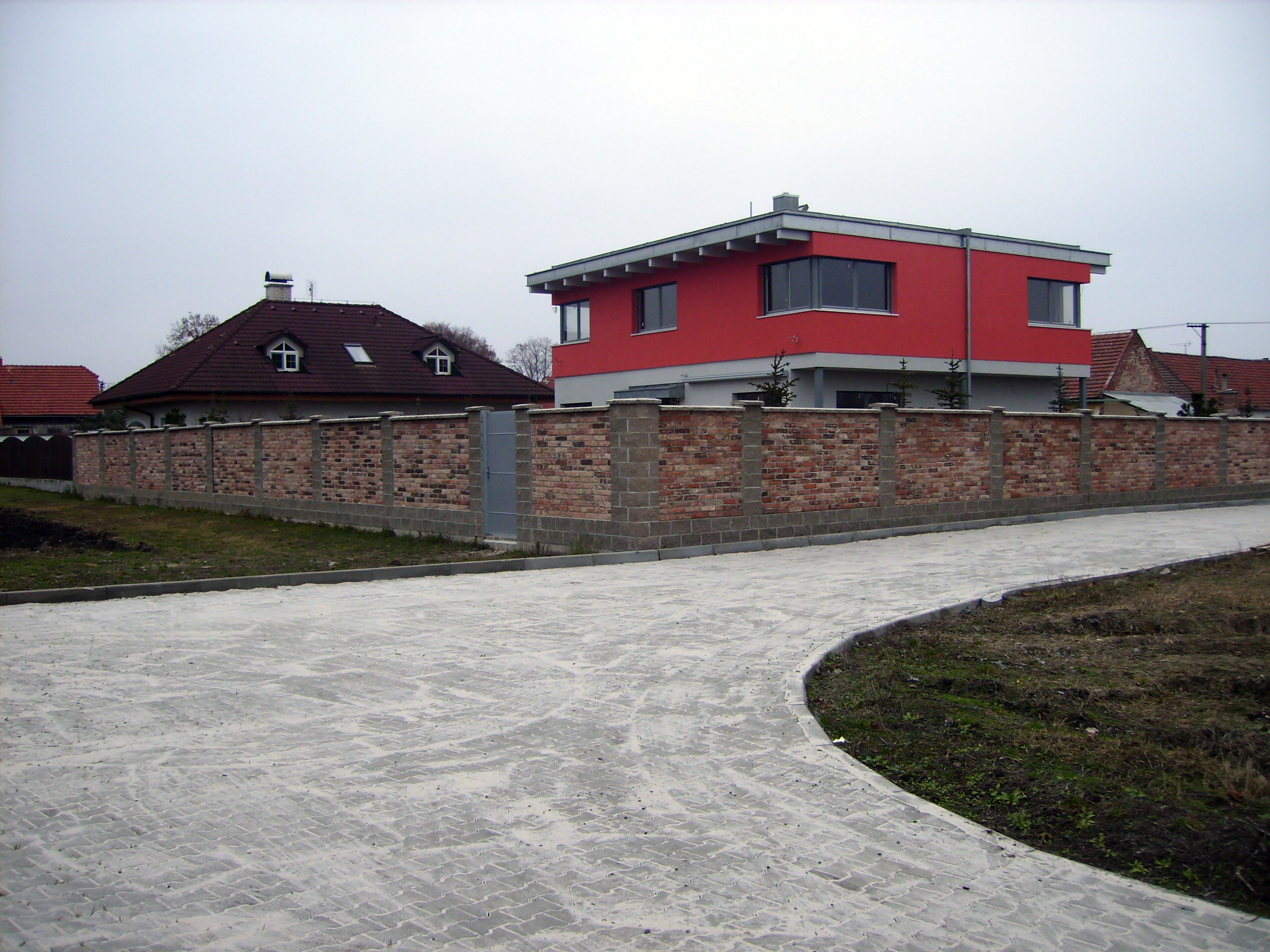
Moderní a kritizovaný druh architektury v historické polabské vesnici Starý Vestec

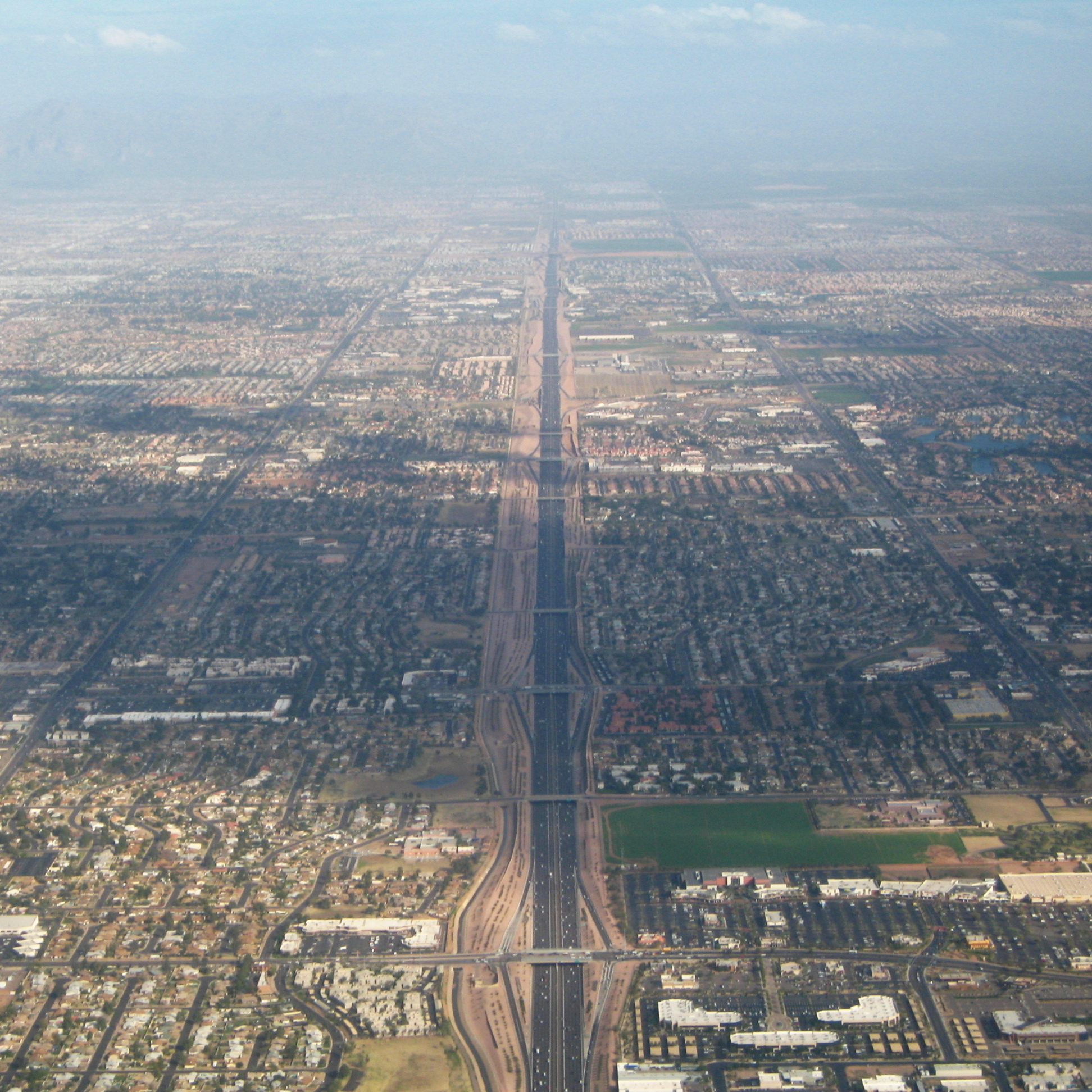
Route 60 procházející městem Phoenix, Arizona

Sídelní kaše (anglicky urban sprawl) je urbanistický termín, který popisuje rozrůstání měst a obcí do okolní krajiny. Nové obytné celky, které jsou složené z rodinných či řadových domků, většinou vznikají v sousedství předměstských vesnic.
Termín označuje způsob zástavby, kdy neexistuje (nebo není respektován) zastavovací plán a jednotlivé budovy jsou rozmísťovány bez ohledu na další stavby. Na veřejná prostranství je kladen malý důraz, spíše nejsou brána v úvahu vůbec a bývají často zanedbávána. Často vznikají monofunkční rozsáhlé oblasti bez potřebné občanské vybavenosti (obchody, školky, školy). Průvodními projevy sídelní kaše je mizení zemědělské půdy a zvýšená dopravní zátěž kvůli dojíždění za prací. Takto osídlené oblasti zpravidla mají neefektivní veřejnou dopravu, což vytváří závislost lidí na automobilech a dopravní přetížení center měst. Činitelem ovlivňujícím vznik sídelní kaše je levná energie umožňující dojíždění. Ukazuje se, že koncentrování lidí do satelitních měst místo sídlišť omezuje do značné míry ekonomický růst kvůli vzniku vedlejších nákladů na údržbu, mimo jiné i plýtvání energiemi při provozu rodinných domů.
V severoamerické a západoevropské krajině jde o jev dlouhodobý, v České republice jej lze pozorovat až od konce devadesátých let 20. století, kdy dochází k rozšiřování obcí v okolí velkých měst (vznikají tzv. satelitní města). V okolí Bratislavy dochází k velikému rozvoji okolních obcí i v Rakousku, kam se stěhují někteří Slováci.
V odborné i populární literatuře má sídelní kaše většinou negativní podtext, kritizoval jej například Václav Havel. Často bývá pejorativně označován jako „paneláky naležato“.
S urbanistickým pojmem sídelní kaše je ve středoevropském prostoru spojován architektonický styl podnikatelské baroko.

### Audiovizuální dokumenty
- Sprawling From Grace: Consequence of Suburbanization, 82 minut
- The End Of The American Dream - Suburbs, 77 minut